# Ricardo Berzoini
Ricardo José Ribeiro Berzoini GOMM (Juiz de Fora, 10 de fevereiro de 1960) é um político brasileiro filiado ao Partido dos Trabalhadores (PT). Foi ministro do Trabalho, das Comunicações, da Previdência Social e das secretarias de Relações Institucionais e de Governo durante os governos Lula e Dilma Rousseff. Foi também deputado federal por São Paulo durante quatro mandatos.
Vive em São Paulo desde os seis anos de idade. Bancário concursado do Banco do Brasil, iniciou na política no Sindicato dos Bancários de São Paulo, Osasco e Região, do qual foi presidente.
Elegeu-se deputado federal pelo PT quatro vezes, em 1998, 2002, 2006 e 2010.

## Biografia

### Ministro da Previdência Social
Em janeiro de 2003, foi nomeado ministro da Previdência Social pelo primeiro governo Luiz Inácio Lula da Silva. Em março do mesmo ano, foi condecorado pelo presidente Lula com a admissão à Ordem do Mérito Militar no grau de Grande-Oficial especial.

### Ministro do Trabalho e Emprego
Na reforma ministerial de 2004, Berzoini deixou o ministério para dar lugar ao PMDB de Amir Lando. Substituiu então Jaques Wagner no Ministério do Trabalho e Emprego.

### Presidente do PT
Em 2005, Lula anunciou a substituição de Berzoini por Luiz Marinho, presidente da CUT. A intenção inicial era de que ele voltasse a assumir o seu mandato de deputado, para defender na Câmara o governo da bateria de acusações que enfrenta. As circunstâncias, porém, o levaram à secretaria-geral do PT. No final de 2005, foi escolhido o candidato oficial do Campo Majoritário à presidência do partido. Mais bem votado no primeiro turno da eleição interna, derrotou, no segundo turno, o oposicionista Raul Pont. Sua vitória representou a continuidade do Campo Majoritário, grupo que está na presidência do partido desde sua fundação.
Berzoini foi coordenador da campanha de reeleição de Lula na eleição presidencial em 2006 porém foi substituído por Marco Aurélio Garcia devido ao Escândalo do Dossiê e se afastou da presidência do partido.
Pouco depois, voltou a presidir o partido, sendo reeleito em dezembro de 2007 para o biênio 2008-2010, derrotando a Jilmar Tatto no segundo turno.

### Ministro das Comunicações
Em 24 de dezembro de 2014, foi indicado para assumir o Ministério das Comunicações em substituição a Paulo Bernardo.

### Vida pessoal
É casado com Sônia Rodrigues e é pai de três filhos.